# Mrs. Beautiful
Mrs. Beautiful (Senhorita Beleza, em livre tradução) é um Romance histórico de 1985 do escritor estadunidense Lester Goran, e ambientado em 1909, na cidade de Pittsburgh. 
A obra conta a história de Roxanne, uma mulher forte que vem do norte para a cidade de Pittsburgh quando esta vive seu período de amplo crescimento. Ali ela se envolve com personagens reais como Diamond Jim Brady, Lillian Russell, William Trautmann, durante a greve de 1909 ocorrida em McKees Rocks, Pennsylvania.